# Хесслер, Томас
То́мас Юрген «Икке» Хе́сслер (нем. Thomas Jürgen "Icke" Häßler; род. 30 мая 1966, Западный Берлин) — немецкий футболист, полузащитник; тренер. Чемпион мира (1990) и чемпион Европы (1996).

## Биография
Начинал карьеру в юношеской команде «Райникендорф Фюше». С 1984 стал играть в Бундеслиге за ФК «Кёльн». Вместе с клубом был вице-чемпионом ФРГ в 1989 и 1990 годах.
После чемпионата мира 1990 продан за 15 млн марок в «Ювентус». В следующем сезоне перешёл за 14 млн марок в «Рому».
В 1994 году вернулся в бундеслигу: за 7 млн марок его приобрёл клуб «Карлсруэ». Вместе с командой несколько раз выступал в Кубке УЕФА, внёс большой вклад в успехи клуба во внутреннем первенстве. В сезоне 1997/98 «Карлсруэ», несмотря на все усилия Хесслера, выбыл из Бундеслиги, что заставило футболиста покинуть команду.
Сезон 1998/99 провёл в «Боруссии» (Дортмунд), однако в течение сезона так и не сыграл ни одной полной встречи.
В 1999 года Хесслер подписал контракт с клубом «Мюнхен 1860». Вместе с командой достиг 4-го места в сезоне 1999/00 (наивысшее достижение клуба на тот момент), неоднократно играл в еврокубках, был ведущим игроком команды.
В 2003 году подписал годичный контракт с австрийским «Зальцбургом». В 2005 году сыграл прощальный матч на домашнем стадионе «Кёльна».
За 12 лет Хесслер провёл 101 матч в составе сборной Германии. Становился чемпионом мира в 1990 году (провёл полный финальный матч против Аргентины) и чемпионом Европы в 1996 году (отыграл полный финальный матч против Чехии). В сборной был штатным исполнителем штрафных ударов, после которых мячи часто залетали в сетку.
По завершении карьеры — тренер. Работал в 2007 году помощником главного тренера сборной Нигерии Берти Фогтса.

## Достижения

### Командные
- Чемпион мира: 1990
- Чемпион Европы: 1996
- Вице-чемпион Европы: 1992
- 3-е место на Олимпиаде: 1988
- Обладатель Кубка Интертото: 1996

### Личные
- Футболист года в Германии: 1989, 1992
- Входит в состав символической сборной по итогам чемпионата Европы по версии УЕФА: 1992